# Gaderoth
Gaderoth ist ein Ortsteil von Nümbrecht im Oberbergischen Kreis im südlichen Nordrhein-Westfalen innerhalb des Regierungsbezirks Köln.

## Lage und Beschreibung
Der Ort liegt rund 3,1 km nordöstlich von Nümbrecht im Tal der Bröl. Nachbarorte sind Breunfeld, Bierenbachtal, Oberbierenbach, Prombach und Winterborn.

## Geschichte
1447 wurde der Ort das erste Mal urkundlich in einer „Rechnung des Rentmeisters Joh. van Flamersfelt“ erwähnt. Die Schreibweise der Erstnennung war Garwerode/Garwederode.

## Bildung
- Der in Trägerschaft der AWO befindliche Kindergarten Helene-Lange-Kindertagesstätte.[3]
- Die seit 1966 aus zwei Volksschulen hervorgegangene Gemeinschaftsgrundschule Auf dem Höchsten.[4]

## Vereine
- Der 1969 gegründete Gemeinnütziger Verein Gaderoth e. V.[5]

## Persönlichkeiten
- Rainer Schmidt, Paralympics-Tischtennisspieler

## Busverbindungen
Über die Haltestelle Gaderoth der Linie 312 Waldbröl–Nümbrecht–Homburg/Bröl–Bielstein–Ründeroth (OVAG, Werktagsverkehr, bedingter Samstagsverkehr) ist der Ort an den öffentlichen Personennahverkehr angeschlossen.